# 梢真奈美
梢 真奈美（こずえ まなみ、2月22日 - ）は、元宝塚歌劇団・花組の娘役。ブライダル・プロデューサーを経て、現在はかねてからの趣味であったペット衣装の作成作家として活動。「わんわん服物語　Lady and Guy」を立ち上げる。159cm。愛称は「ちこ」。

## 略歴
- 1978年、66期生として宝塚音楽学校に首席入学。
- 1980年、宝塚歌劇団に入団。「フェスタ・フェスタ」で初舞台。後に月組に配属される。同期生に安寿ミラ（元花組トップスター）、こだま愛（元月組トップ娘役）、毬谷友子（元雪組娘役スター）、洲悠花（元星組娘役スター）、花愛望都（元星組娘役スター）など。
- 1982年、『情熱のバルセロナ』にて新人公演初ヒロインに抜擢される。
- 1983年、花組に組替え。
- 1984年、ハワイ公演メンバーに選抜される。
- 1986年、バウホール公演『グッパイ・ペパーミントナイト』でバウホール公演初ヒロインに抜擢。
- 1989年、ニューヨーク公演メンバーに選抜される。
- 1991年、4月29日の東京特別公演『小さな花がひらいた』の千秋楽を最後に、宝塚歌劇団を退団。退団後はウエディングプランナー職を経て、1993年にブライダルビジネスの会社を起業、現在はブライダルプロデューサーとして専門学校などの講師、他にも芸能関連の講師を務める。

## エピソード
- 宝塚時代は正統派の娘役から悪女まで幅広い役をこなし、花組の大浦みずき・ひびき美都トップコンビ時代には主要な娘役戦力の一人として活躍した。
- 当時花組2番手スターの朝香じゅんとは芝居・ショーでも何度かコンビを組み退団も同時であった。最後の本公演となった『春の風を君に…』／『ザ・フラッシュ』の千秋楽には梢（と朝香の）サヨナラショーが行われた。

## 宝塚歌劇団時代の主な舞台

### 月組時代
- 1982年2月、『あしびきの山の雫に』新人公演：石川郎女（本役：黒木瞳）／『ジョリー・シャポー』
- 1982年3月、『永遠物語』（バウ）敏雄・子供時代
- 1982年10月、『愛限りなく』／『情熱のバルセロナ』新人公演：ロザリア・ジサント（本役：黒木瞳） ＊新人公演初ヒロイン
- 1983年3月、『春の踊り』／『ムーンライト・ロマンス』スザンヌ（Wキャスト）、新人公演：セシール・ロゼム（本役：有明淳）
- 1983年6月、『南蛮花更紗』／『ムーンライト・ロマンス』（全国ツアー）スザンヌ

### 花組時代
- 1983年10月、『メイフラワー』新人公演マリー・オーエンス（本役：若葉ひろみ）＊新人公演ヒロイン
- 1983年11月、『アンダーライン』（バウ）エレン
- 1984年2月、『琥珀色の雨にぬれて』ジュヌヴィエーヴ、新人公演：エヴァ（本役：美野真奈）／『ジュテーム』
- 1984年8月、『名探偵はひとりぼっち』ドロシー、新人公演：歌手（本役：由梨かおる）／『ラ・ラ・フローラ』
- 1985年3月、『愛あれば命は永遠に』オルタンス、新人公演：ジョセフィーヌ（本役：若葉ひろみ） ＊新人公演ヒロイン
- 1985年6月、『ジャパン・ファンタジー』／『ドリームズ・オブ・タカラヅカ』（ハワイ）
- 1985年9月、『テンダー・グリーン』コスモ、新人公演：アヌーフ（本役：北小路みほ）／『アンドロジェニー』
- 1986年1月、『微風のマドリガル』コンチータ、新人公演：マリーア（本役：秋篠美帆）／『メモアール・ド・パリ』 ＊新人公演ヒロイン
- 1986年3月、『不思議なカーニバル』（バウ）マチルド
- 1986年5月、『散る花よ、風の囁きを聞け』（バウ）夕菊
- 1986年6月、『真紅なる海に祈りを』アイアラス、新人公演：オクテヴィア（本役：水原環）／『ヒーローズ』
- 1986年8月、『グッバイ・ペパーミントナイト!』（バウ・東京特別）ダイアン ＊バウホール公演初ヒロイン
- 1987年2月、『遙かなる旅路の果てに』シャルロッタ／『ショー・アップ・ショー -ビート・ラプソディー-』
- 1987年4月、『真紅なる海に祈りを』オクテヴィア／『ヒーローズ』（全国ツアー）
- 1987年8月、『あの日薔薇一輪』ファニータ／『ザ・レビュースコープ』
- 1987年10月、『あかねに燃ゆる君』（バウ）藤原高子
- 1988年2月、『ベルベット・カラー』（バウ）ミミ
- 1988年3月、『キス・ミー・ケイト』ロイス・レーン／ビアンカ
- 1988年9月、『宝塚をどり讃歌'88』／『春ふたたび』よの／『フォーエバー!タカラヅカ』
- 1988年11月、『第5回バウホール・コンサート ソング&ポートレイト』（バウ）
- 1989年1月、『会議は踊る』エリザベート王女／『ザ・ゲーム』
- 1989年6月、『ロマノフの宝石』ハンナ／『ジタン・デ・ジタン』
- 1989年10月、『宝塚をどり讃歌』／『フォーエバー!タカラヅカ』（ニューヨーク公演）
- 1990年2月、『ロマノフの宝石』ハンナ／『ジタン・デ・ジタン』（中日劇場）
- 1990年3月、『ベルサイユのばら - フェルゼン編 - 』ジャンヌ
- 1990年9月、『秋…冬への前奏曲』ソフィー・フォン・ケスラー男爵夫人／『ザ・ショーケース』
- 1991年1月、『春の風を君に…』瑞蘭／『ザ・フラッシュ!』
- 1991年2月、『小さな花がひらいた』（バウ・東京特別）おりつ ＊退団公演、バウホール公演ヒロイン